# او شماره یک است
او درجه یک است (به انگلیسی: She's the One) فیلمی کمدی درام محصول سال ۱۹۹۶ به کارگردانی ادوارد بارنز است. در این فیلم ادوارد بارنز، جنیفر آنیستون و کامرون دیاز بازی کردند.